# コンラッド・L・ホール
コンラッド・L・ホール（Conrad L. Hall, 1926年6月21日 - 2003年1月4日）はアメリカ合衆国の撮影監督。

## 来歴
アカデミー賞撮影監督賞を『明日に向って撃て！』『アメリカン・ビューティー』『ロード・トゥ・パーティション』と3度受賞している。父親は作家のジェームズ・ノーマン・ホール。母親がタヒチ人の血を引いていたため、タヒチで生まれている。妻は女優のキャサリン・ロス、息子は同じく撮影監督のコンラッド・W・ホール。

## 略歴
南カリフォルニア大学でジャーナリズムを学んでいたが進路変更し、映画製作を学ぶ。1949年に卒業と同時に映画製作会社を設立し、産業映画やドキュメンタリー、コマーシャルなどを手がけた。1960年代初めにハリウッドに渡り、オペレーターを経て撮影監督として活動を開始した。
ハリウッド移籍当初は『アウター・リミッツ』などのテレビドラマやドキュメンタリー作品を手がけるが、1965年には劇映画の世界に進出、『モリツリ/南太平洋爆破作戦』ではアカデミー撮影賞にノミネートされた。
ハリウッドで確立されていた絵画的な格式を持つ画面構成に、ドキュメンタリーなどで培ったリアリズム的な照明を巧みに組み合わせた撮影技法に特徴がある。当時発達しつつあった映画フィルムの可能性を追求した映像表現は話題を呼び、リチャード・ブルックスやジョージ・ロイ・ヒルといった新世代の若手監督にこぞって起用され、『冷血』、『暴力脱獄』、『プロフェッショナル』などの話題作を担当した。これ以降アカデミー賞ノミネートの常連となり、1969年の『明日に向って撃て!』ではアカデミー撮影賞を受賞した。
その後も第一線で活動を続け、ハリウッド内部で絶賛された『イナゴの日』や、ノーマン・ロックウェルの世界をそのままに表現し話題となった『ボビー・フィッシャーを探して』などの撮影監督を担当した。ベテランから新人監督の作品に参加し、素晴らしい映像美を提供、数度のアカデミー賞ノミネートを初め数々の栄誉に輝いた。
晩年には1999年のサム・メンデス監督による『アメリカン・ビューティー』と、2002年の『ロード・トゥ・パーディション』の2本でそれぞれアカデミー撮影賞を受賞した。後者は史上最高齢受賞となった。2003年の死去後に行われた授賞式では、息子のコンラッド・W・ホールが代わりにオスカーを受け取った。

## 主な撮影作品
- モリツリ/南太平洋爆破作戦 Morituri（1965）
- プロフェッショナル The Professionals（1966）
- 動く標的 Harper （1966年）
- 暴力脱獄 Cool Hand Luke （1967年）
- 冷血 In Cold Blood （1967年）
- 太平洋の地獄 Hell in the Pacific （1968年）
- 夕陽に向って走れ Tell Them Willie Boy Is Here （1969年）
- 明日に向って撃て! Butch Cassidy and the Sundance Kid （1969年）
- グライド・イン・ブルー Electra Glide In Blue （1973年）
- イナゴの日 The Day of the Locust （1975年）
- マラソンマン Marathon Man （1976年）
- ブラック・ウィドー Black Widow （1987年）
- テキーラ・サンライズ Tequila Sunrise （1988年）
- 訴訟 Class Action （1991年）
- ボビー・フィッシャーを探して Searching for Bobby Fischer （1993年）
- めぐり逢い Love Affair （1994年）
- アメリカン・ビューティー American Beauty （1999年）
- シビル・アクション A Civil Action （1999年）
- ロード・トゥ・パーディション Road to Perdition （2002年）